# Otto Ludwig Christof von Schönberg
Otto Ludwig Christof von Schönberg, auch Otto Ludwig Christoph von Schönberg (* 20. Juli 1824 in Niederreinsberg; † 1. März 1916 in Dresden) war ein sächsischer Landtagsabgeordneter, Kammerherr und Rittergutsbesitzer.

## Leben
Otto Ludwig Christopf von Schönberg entstammte der auf Niederreinsberg ansässigen Linie des sächsischen Adelsgeschlechts derer von Schönberg und war der Sohn von Carl Friedrich Christoph von Schönberg (* 7. Juni 1801 in Kanitz bei Torgau; † 27. Mai 1875 in Niederreinsberg) und der Henriette Emilie geborene von Stammer (* 7. Juni 1801 in Kanitz bei Torgau; † 27. Mai 1875 in Niederreinsberg).
Er schlug eine Verwaltungslaufbahn am sächsischen Hof in Dresden ein, wo er zunächst Kammerjunker und dann zum Kammerherrn ernannt wurde. Als solcher wurde er im Jahre 1877 durch königliche Ernennung Mitglied der I. Kammer des Sächsischen Landtages. Bis zu seinem Tod im Jahre 1916 behielt er dieses Mandat.
Otto Ludwig Christof von Schönberg heiratete 1852 in erster Ehe Sophie Juliane Marie geborene von Kiel (* 15. Dezember 1831 in Neapel; † 3. Oktober 1861 in Niederreinsberg), mit der er die Tochter Elisabeth (1858–1930) hatte. Nach dem Tod seiner ersten Frau heiratete er 1863 in zweiter Ehe Wilhelmine Römer (4. Januar 1831 in St. Petersburg; † 12. August 1913 in Mockritz).
Er erwarb neben seinem elterlichen Gut Niederreinsberg im Jahre 1854 von dem Freiherrn von Lorenz zusätzlich das Rittergut Mockritz.